# Saison 1971-1972 de la WHL
Saison précédente Saison suivante
La saison 1971-1972 est la vingtième et antépénultième saison de la Western Hockey League. Six équipes jouent 72 matches de saison régulière à l'issue de laquelle les Spurs de Denver sont sacrés champions de la Coupe du président.

## Saison régulière

### Classement
| Clt   | Équipe                     | PJ | V  | D  | N  | BP  | BC  | Pts |
| ----- | -------------------------- | -- | -- | -- | -- | --- | --- | --- |
| +001, | Spurs de Denver            | 72 | 44 | 20 | 8  | 293 | 209 | 96  |
| +002, | Roadrunners de Phoenix     | 72 | 40 | 27 | 5  | 283 | 235 | 85  |
| +003, | Buckaroos de Portland      | 72 | 38 | 31 | 3  | 301 | 271 | 79  |
| +004, | Gulls de San Diego         | 72 | 32 | 31 | 9  | 241 | 243 | 73  |
| +005, | Golden Eagles de Salt Lake | 72 | 29 | 33 | 10 | 250 | 254 | 68  |
| +006, | Totems de Seattle          | 72 | 12 | 53 | 7  | 175 | 331 | 31  |

- En gras : champion de la saison régulière
- En italique : qualifié pour les séries éliminatoires

### Meilleurs pointeurs
| Clt | Joueur         | Équipe             | PJ | B  | A  | Pts |
| --- | -------------- | ------------------ | -- | -- | -- | --- |
| 1   | Art Jones      | Portland           | 70 | 38 | 86 | 124 |
| 2   | Larry Lund     | Phoenix            | 66 | 30 | 66 | 96  |
| 3   | Francis Huck   | Denver             | 72 | 28 | 63 | 91  |
| 4   | Gary Veneruzzo | Denver             | 72 | 41 | 45 | 86  |
| 5   | Bill Saunders  | Portland           | 70 | 37 | 46 | 83  |
| 6   | Ron Buchanan   | Denver             | 69 | 38 | 42 | 80  |
| 7   | Bob Whitlock   | Phoenix            | 65 | 33 | 46 | 79  |
| 8   | Cliff Schmautz | Portland           | 68 | 40 | 37 | 77  |
| 9   | André Hinse    | Phoenix            | 66 | 33 | 43 | 76  |
| 10  | Guyle Fielder  | Salt Lake Portland | 70 | 14 | 62 | 76  |

## Séries éliminatoires
Les quatre premières équipes de la saison régulière sont qualifiées pour les séries : le premier rencontre le troisième, le deuxième rencontre le quatrième et les vainqueurs jouent la finale. Toutes les séries sont jouées au meilleur des 7 matchs.
|  | Demi-finales | Demi-finales           | Demi-finales | Demi-finales          |   |                 | Finale | Finale | Finale | Finale |
|  |              |                        |              |                       |   |                 |        |        |        |        |
|  |              |                        |              |                       |   |                 |        |        |        |        |
|  | 1            | Spurs de Denver        | 4            | 4                     |   |                 |        |        |        |        |
|  | 1            | Spurs de Denver        | 4            | 4                     |   |                 |        |        |        |        |
|  | 3            | Gulls de San Diego     | 0            | 0                     |   |                 |        |        |        |        |
|  | 3            | Gulls de San Diego     | 0            | 0                     | 3 | Spurs de Denver | 4      | 4      |        |        |
|  |              |                        |              |                       | 3 | Spurs de Denver | 4      | 4      |        |        |
|  |              |                        | 2            | Buckaroos de Portland | 1 | 1               |        |        |        |        |
|  | 2            | Buckaroos de Portland  | 2            | Buckaroos de Portland | 1 | 1               | 4      | 4      |        |        |
|  | 2            | Buckaroos de Portland  |              |                       |   |                 |        | 4      |        |        |
|  | 4            | Roadrunners de Phoenix | 2            | 2                     |   |                 |        |        |        |        |
|  | 4            | Roadrunners de Phoenix | 2            | 2                     |   |                 |        |        |        |        |

## Récompenses

### Trophée collectif
| Coupe Lester Patrick : Vainqueurs des séries | Spurs de Denver |

### Trophées individuels
| Outstanding Goalkeeper Award : Meilleur gardien | Bob Johnson, Spurs de Denver           |
| Leading Scorer Award : Meilleur pointeur        | Art Jones, Buckaroos de Portland       |
| George Leader Cup : Meilleur joueur             | Fran Huck, Spurs de Denver             |
| Rookie Award : Meilleure recrue                 | Bob Whitlock, Roadrunners de Phoenix   |
| Fred J. Hume Cup : Joueur le plus gentilhomme   | Andrew Hebenton, Buckaroos de Portland |

### Équipe d'étoiles
Les six joueurs suivants sont élus dans l'équipe d'étoiles :
- Gardien : Don Caley, Roadrunners de Phoenix
- Défenseur : Alex Hucul, Roadrunners de Phoenix
- Défenseur : Bob McCord, Spurs de Denver
- Ailier gauche : André Hinse, Roadrunners de Phoenix
- Centre : Art Jones, Buckaroos de Portland
- Ailier droit : Gary Veneruzzo, Spurs de Denver